# Namazonurus
Namazonurus — рід ящірок родини поясохвостів (Cordylidae). Представники цього роду мешкають в Південно-Африканській Республіці і Намібії.

## Види
Рід Namazonurus нараховує 5 видів:
- Namazonurus campbelli (V. FitzSimons, 1938)
- Namazonurus lawrenci (V. FitzSimons, 1939)
- Namazonurus namaquensis (Methuen & Hewitt, 1914)
- Namazonurus peersi (Hewitt, 1932)
- Namazonurus pustulatus (W. Peters, 1862)